# Gare de Tuntang
La gare de Tuntang est une gare ferroviaire indonésienne, située à la limite de la ville de Salatiga et du kabupaten de Semarang, elle dessert la ville de Tuntang dans la province de Java central.

## Histoire
La construction de la gare a été a commencé en 1871 et son inauguration s'est tenue le 21 mai 1873. C'est à la gare de Tuntang ("Toentang" dans sa graphie néerlandaise) qu'en 1876, Arthur Rimbaud a débarqué à Java central pour rejoindre la garnison de la KNIL à Salatiga.
Avec la fermeture de la ligne reliant la gare de Tugu à Yogyakarta et la ville de Kedungjati en 1970, la gare de Tuntang a été transformée en musée. Elle a servi quelque temps pour un train touristique allant du Musée du chemin de fer d'Ambarawa à Tuntang, mais en raison de l'état de la voie, ce service a été arrêté. La voie a ensuite été réparée et rouverte en 2002 et le train touristique a repris du service. 

## Projet
Il est prévu de rouvrir la ligne de Kedungjati jusqu'à Semarang, la capitale provinciale, en 2014.